# Daniella Famili
Daniella Famili, född 19 september 1995, är en svensk fotbollsspelare som spelar för AIK.

## Karriär
Famili är född och uppvuxen i Skälby i Järfälla kommun. Där inledde hon sin fotbollskarriär i moderklubben Bele Barkarby FF, där även seniordebuten skedde 2011. Hösten 2012 värvade AIK Famili, men sejouren blev bara 6 matcher kort innan hon åtetrvände till moderklubben i Barkarby. Efter en framgångsrik säsong 2013 lämnade Daniella Famili Sverige för spel i collagefotbollen i USA. På Coastal Carolina University blev det under åren 2014-2018 totalt 80 matcher, 14 assist och 31 gjorda mål. 
2019 vände Famili hem till Sverige igen och spel i IF Brommapojkarna. Comebacken blev dock inte som önskat då hon drog på sig en korsbandsskada efter bara någon månad. Daniella var dock tillbaka i fullt slag inför säsongen 2021 och spelade 21 matcher när  IF Brommapojkarna tog sig upp till Damallsvenskan. Säsongen 2022 blev det åtta matcher från start och tio inhopp för Famili i den rödsvarta tröjan. 
Inför säsongen 2023 värvades Daniella Famili återigen till AIK. Där blev Famili en av nyckelspelarna på mittfältet under AIKs säsong i Elitettan 2023. Även under 2024 fick Famili mycket speltid i den Damallsvenska återkomsten och hade en mer eller mindre ordinarie plats på det centrala mittfältet när laget klarade sig kvar i Damallsvenskan via kval mot Umeå IK. 
Inför säsongen 2025 meddelade AIK att de kommit överens med Famili om en kontraktsförlängning till slutet av säsongen.